# Muscolo elevatore del velo palatino
Nell'anatomia umana il  muscolo elevatore del velo palatino fa parte dei muscoli del palato.

## Anatomia
Il muscolo si ritrova sopra al muscolo tensore del velo palatino, per forma ricorda quella di un nastro. Origina dalla porzione petrosa dell'osso temporale e dalla superficie inferiore della cartilagine del condotto uditivo, e va ad inserirsi sulla superficie superiore dell'aponeurosi palatina. È innervato dalla branca faringea del nervo vago (CN X) .

## Azione
Durante la deglutizione, solleva il palato molle impedendo al cibo di entrare nel nasofaringe.